# Annemarie Estor
Annemarie Estor (24 april 1973) is een Nederlandstalig dichter. Haar poëzie werd bekroond in Vlaanderen, Nederland en de Verenigde Staten.  

## Leven
Annemarie Estor heeft de Nederlandse nationaliteit. Zij woonde achtereenvolgens in Gouda (1973-1977), Grathem (1977-1991), Maastricht (1991-1996) en Den Haag (1996-2004), waarna ze emigreerde naar de Belgische stad Antwerpen (2004-heden). Sinds 2015 brengt zij ook perioden door in haar amandelboomgaard in Aragon, Spanje. Zij studeerde Cultuur- en Wetenschapsstudies aan de Universiteit Maastricht en was vervolgens Assistent in Opleiding (AIO) aan de vakgroep Engels van de Universiteit Leiden, waar zij promoveerde op een proefschrift over Jeanette Winterson. Zij is zelfstandig kunstenaar, cultuurwetenschapper, tekstredacteur, docent en gesprekspartner.

## Literair werk
Belangrijke thema's in Estors narratieve en mythologische poëzie zijn de grens en de overschrijding daarvan, vorm en metamorfose, zuiverheid en vermenging. Estor snijdt actuele maatschappelijke thema's aan (multiculturaliteit, de impact van technologie op de leefomgeving, milieu en lichaam) en schildert (post-)apocalyptische scènes, maar schuwt ook het schone niet. Critici wijzen op de vele vormen van hybridisering in haar werk. De synesthesie en de roes zijn in haar werk vitale esthetische principes. Estors werk wordt gevoed door de diverse projecten waar zij zich voor inzet. Zo was zij 'fellow' aan de International School for Theory in the Humanities in Santiago de Compostela (1999), 'poet in residence' bij het Nederlands Instituut voor Hersenwetenschap te Amsterdam (onder auspiciën van Dick Swaab) en bij het Labo voor Theoretische Neurobiologie (Universiteit Antwerpen) onder begeleiding van Erik De Schutter. Ook werkte zij in 2005 mee aan het project 'Kloone' van kunstenares Anje Roosjen, en was zij bestuurslid van PEN Vlaanderen van 2014 tot en met 2018, waar zij meewerkte aan het project 'Polyfoon', met Arabische auteurs.  

## Muziek en video
Estor volgde muzieklessen - theorie, blokfluit, melodisch slagwerk en zang - tussen haar zesde en vierentwintigste. Zij speelde melodisch slagwerk bij Harmonie St. Agatha te Grathem en zong o.a. bij het Residentiekoor Den Haag, Opera in Ahoy (Brabantkoor) en de St. Norbertuscantorij Antwerpen. Enkele gedichten van Estor zijn op muziek gezet: 'Wysiwyg', 'Vliegen' en 'Dag reiziger' door Maartje Meijer, 'Vriezer met vensters' door Jeroen D'hoe en 'Glas' door Paul van Gulick. Voor gitarist Geert van Weerden schreef zij enkele liedteksten. 'Global Underground' werd door Bob van den Berg gebruikt als basis voor een video in het project 'Bewogen verzen'. Met componist Maarten Ter Horst maakte zij het lied 'Als de muziek dit zingt', in opdracht van Festival Vocallis.

## Vertalingen
Estor vertaalt incidenteel hedendaagse poëzie van het Arabisch naar het Nederlands: van Nouri Al-Jarrah (i.s.m. Nassira Takhtoukh) van Mohanad Jacob (i.s.m. Fatena Al-Ghorra); van Adnan Adil (i.s.m. de dichter); en van Faraj Bayrakdar (i.s.m. Sameh Khader). Gedichten van haar hand werden vertaald door Hazim Kamaledin (Arabisch), Daniel Cunin (Frans), Frederick Turner (Engels), Rosalind Buck (Engels), Stefan Wieczorek (Duits), Jan Mysjkin en Doina Ioanid (Roemeens) en Antonio Cruz Romero (Spaans).

## Nominaties en onderscheidingen
- 2011: Herman de Coninckprijs voor het beste debuut - voor Vuurdoorn me
- 2013: Herman de Coninckprijs voor de beste dichtbundel - voor De oksels van de bok
- 2015: Nominatie voor de Hugues C. Pernath-prijs - voor Dit is geen theater meer
- 2018: Longlist LangZullenWeLezen-Trofee - voor Niemandslandnacht
- 2018: Jan Campert-prijs - voor Niemandslandnacht
- 2019: Nominatie voor de Paul Snoekprijs - voor Niemandslandnacht
- 2021: Longlist Grote Poëzieprijs 2021 - voor De bruidsvlucht
- 2024: Frederick Turner Prize 2024 - voor haar oeuvre

## Boeken
- Methods for the Study of Literature as Cultural Memory (2000), (wetenschappelijke artikelen, als samensteller met Raymond Vervliet), Rodopi, Amsterdam
- Jeanette Winterson's Enchanted Science (2004), proefschrift, Talkingtree
- Vuurdoorn me (2010), gedichten, Wereldbibliotheek
- De oksels van de bok (2012), een gedicht, Wereldbibliotheek
- Het boek Hauser (met Lies Van Gasse) (2013), een beeldverhaal, Wereldbibliotheek
- Marktisme: Kritiek op het berekenende samenleven (2013) (essays, als samensteller met Walter Weyns en Stijn Geudens), Pelckmans, Kalmthout
- Dit is geen theater meer (2015), gedichten, Wereldbibliotheek
- Roodkapje verduisterd (2015), (poëzie en beeldende kunst) (met Marianne Aartsen, Piet Gerbrandy en Eva Gerlach), Glance-aside
- Aan de andere oever van het verlangen. Arabische schrijvers verleiden Vlaamse schrijvers, (2016), (poëzie en proza, als dichter en samensteller met Joke van Leeuwen) Uitgeverij P, Leuven
- Niemandslandnacht (2018), een crime-poem, Wereldbibliotheek
- De bruidsvlucht (2020), gedichten, Poëziecentrum
- Onster Target (2021), gedichten en tekeningen in kleur, Poëziecentrum
- Nanopaarden megasteden (2022), gedichten, Wereldbibliotheek

## Verhalen
- De baard van meester Fratello (2012), in (ecologisch tijdschrift)|Oikos, editie 60, jrg. 12, nummer 1.

## Secundaire literatuur
- Jeroen Dera, 'Zijn stem had het gedaan. Annemarie Estors poëticale lokroep', in NY, nr. 20, 2014.
- Piet Gerbrandy, 'Scheur haar open', in De Groene Amsterdammer, 9 september 2015.
- Jeroen Dera, 'Honger naar het vuil. Lezen achter de spijlen van Annemarie Estor', in DWB, nr. 1, 2016.
- Fabian Stolk, 'Een volstrekt hybride dichterschap. Over Annemarie Estor', in Dichters van het nieuwe millennium, Vantilt, Nijmegen, 2016.
- Erik Lindner, 'Het is de taal maar. Drie dichtbundels van Annemarie Estor', in Ons Erfdeel, nr. 3, 2016.
- Bart Loos, 'Een vruchtbare ontmoeting - tussen 'De oksels van de bok' van Annemarie Estor en 'L'érotisme' van Georges Bataille, in Streven, juni 2017.
- Nadia Sels, 'De duistere bouwput van een moderne mythe. "De oksels van de bok" van Annemarie Estor', in Bundels van het nieuwe millennium, Vantilt, Nijmegen, 2018.
- Jeroen Dera, ‘Annemarie Estor’, hoofdstuk in Kritisch Literatuur Lexicon van de 21e eeuw, april 2019 verschenen op ResearchGate.net
- Guus Middag, ‘Vuurdoorn me’, in De wereld is weer plat, ja, De poëzie van tegenwoordig, Uitgeverij Van Oorschot, Amsterdam, 2019.
- Piet Gerbrandy, 'Zwendelheks. De betoverende poëzie van Annemarie Estor', in De Gids, nr. 2, 2023.[3]
- Geertjan de Vugt, 'Een olijfroes. Over 'Nanopaarden megasteden' van  Annemarie Estor', in DWB, nr. 2, 2023.[4]